# José Borrás y Bofarull
José Borrás y Bofarull (Reus, 1785 - Manila, 1845), gramático, paremiólogo y diplomático español, abuelo materno del filósofo y poeta español-estadounidense Jorge Santayana.

## Biografía
Era hijo de Gaspar Borrás Carbonell y Teresa Bofarull y Riera, natural de Las Palmas de Gran Canaria. Se casó con Teresa Carbonell y fue contralor del Hospital Militar de Palma. Fue primer secretario de la Sociedad Patriótica de Palma desde el 27 de enero de 1823 y su presidente desde el 17 de abril de 1823, de ideas liberales, por tanto; a la caída del régimen liberal en ese año emigró con su esposa a Londres, donde en 1824 nació su hija, Josefina Borrás Carbonell, la cual habría de casarse con Agustín Ruiz de Santayana y dar a luz a su nieto, el famoso filósofo y poeta Jorge Santayana. Pasó luego, al parecer, a Escocia, y luego a Irlanda, donde fue profesor de español en la Academia de Belfast entre 1827 y 1830; para esta academia publicó en esos años una gramática y unos ejercicios. Luego se trasladó a Virginia, en los Estados Unidos, y adquirió la nacionalidad estadounidense; allí estuvo hasta 1835, cuando fue nombrado cónsul de ese país en Barcelona. El gobierno español le dio un puesto importante en Filipinas, aunque cuando llegó allí el gobierno había cambiado y sólo pudieron darle el de gobernador de la isla de Batán, donde falleció en 1845.

## Obras
- Verdaderos Principios de la Lengua Castellana; or, True principles of the Spanish language, together with an Appendix containing a Treatise in Spanish Synonyms and a Selection of Proverbs in Spanish, French and English, Belfast: T. Mairs, 1827, muy reimpreso.
- Spanish exercises, adapted to Borras's Spanish grammar: together with a key. Belfast: Printed by Thomas Mairs, 1830.
- Diccionario citador de Maximas, Proverbios, Frases y Sentencias escogidas de los autores clásicos latinos, franceses, ingleses é italianos: Obra utilísima compilada y traducida del inglés, Barcelona: Imprenta de Indar, 1836.